# Leśna Podlaska (przystanek kolejowy)
Leśna Podlaska – zlikwidowana wąskotorowa stacja kolejowa w Leśnej Podlaskiej, w województwie lubelskim, w Polsce.